# إريك جريكو
اريك جريكو (بالإنجليزية: Eric Greco)‏ هو لاعب الجسر ‏ أمريكي، ولد في 1975.